# Délégation pour l'adoption d'une langue auxiliaire internationale
La délégation pour l'adoption d'une langue auxiliaire internationale est un groupe d'intellectuels, linguistes, mathématiciens, philosophes et universitaires qui se regroupèrent en 1901 pour proposer une langue internationale aux instances dirigeantes. Cette langue auxiliaire internationale serait une langue véhiculaire dont la neutralité permettrait de transcender les cultures et dont la facilité rendrait son apprentissage et sa maîtrise plus rapide qu'une langue naturelle. Parmi ces langues neutres internationales, l'Espéranto, l'Ido et l'Idiom Neutral furent avancées.

## Contexte
Au début du XXe siècle, le besoin d'une langue internationale était ressenti par de nombreuses personnalités, notamment parmi les scientifiques et les philosophes. Cette période correspond aussi à une floraison de nouveaux projets de langue internationale. Les problèmes liés aux nombreuses traductions linguistiques lors de l'Exposition universelle de 1900 accéléra la réflexion. À l'initiative du mathématicien français Léopold Leau, il se mit en place à partir du 17 janvier 1901 une "délégation pour l'adoption d'une langue auxiliaire internationale" avec le soutien de nombreux savants.

## Historique
En 1906, la Délégation avait reçu le soutien de plus de 1 200 membres d'académies et d'universités de différents pays et de plus de 300 sociétés savantes. 
En mai 1907, la délégation soumit la question à l'Association internationale des Académies à Vienne, qui se déclara incompétente, par 12 voix contre 8 et une abstention. En conséquence, la délégation forma un comité de travail dont les membres furent élus par 242 voix sur un total de 253. Ce Comité comprenait des scientifiques de renom, tels que les linguistes Jespersen, Schuchardt et Baudouin de Courtenay ou encore le chimiste Ostwald. Par cooptation, d'autres personnalités furent admises, comme le mathématicien italien Peano. Léopold Leau et Louis Couturat furent les secrétaires du comité.
Le comité se réunit au Collège de France à Paris durant le mois d'octobre 1907 et examina de nombreux projets de langue internationale, présentés la plupart du temps par leurs auteurs. Il parvint rapidement à la conclusion qu'il n'existait que deux projets de langue internationale dignes d'intérêt. Le premier était l'espéranto, inchangé depuis son apparition en 1887 ; le second était l'Idiom Neutral, développé par l'ancienne Académie du Volapük. La délégation décida finalement de choisir l'espéranto, mais en y appliquant des réformes définies par le projet de « Ido ». 
Ce projet, d'auteur anonyme au moment de sa présentation, était une sorte de synthèse entre l'espéranto et l'Idiom Neutral. Ainsi que le rapporte le linguiste danois Otto Jespersen, membre du comité de la délégation : 

« Pendant le dernier conseil, le centre des discussions tournèrent autour du projet anonyme Ido qui fut présenté par M. Couturat en lieu et place de son auteur. (...) C'était une sorte d'espéranto qui prenait en compte les objections qui avaient déjà été formulées auparavant de toutes parts à l'encontre de la langue de Zamenhof et qui montrait ainsi en plusieurs points le compromis souhaité entre l'espéranto et le Neutral. »

## Membres du comité
- Manuel Barrios, Président du Sénat péruvien
- Jan Baudouin de Courtenay, Professeur de linguistique, Université de Saint-Pétersbourg
- Louis de Beaufront, linguiste et spécialiste de l'espéranto
- Émile Boirac, Université de Dijon, auteur et espérantiste
- Charles Joseph Bouchard, Professeur, Collège de Médecine à Paris
- Loránd Eötvös, Académie des sciences de Hongrie
- Wilhelm Förster, Président du Comité international des poids et mesures à Sèvres
- George Harvey, Esperantiste et éditeur du North American Review
- Otto Jespersen, philologiste, Université de Copenhague
- Spyridon Lambros, Université d'Athènes
- Constantin Le Paige, mathématicien, Université de Liège
- Giuseppe Peano, linguiste et mathématicien italien
- Wilhelm Ostwald, Université de Leipzig, futur Prix nobel de chimie
- Hugo Schuchardt, linguiste et philologue Université de Graz.